# Politisches System der Vereinigten Staaten

Das politische System der Vereinigten Staaten umfasst die staatlichen Institutionen, die politischen Entscheidungsprozesse und deren Ergebnisse als Summe der Gesetze und Verordnungen in den Vereinigten Staaten. Es gründet auf der Verfassung von 1787, in die wiederum Staatstheorien der Aufklärung eingeflossen sind. Aufgrund der historischen Entwicklung ist die Außenpolitik der Vereinigten Staaten zu einer ungewöhnlich starken Konstante des politischen Systems geworden.
Im Demokratieindex 2023 belegen die Vereinigten Staaten Platz 30 von 167 Ländern, womit sie als eine „unvollständige Demokratie“ galten. 2025 setzte eine Entwicklung hin zu einem autoritären Staat ein: Während die USA noch Anfang November 2024 auf einer Demokratieskala von 0 (völlige Diktatur) bis 100 (perfekte Demokratie) auf einem Wert von 67 eingestuft wurden, rangierten sie Anfang Februar 2025 auf einem Wert von 55. Dieser Bewertung zufolge handele es sich bei den Vereinigten Staaten nicht länger um eine liberale Demokratie, sondern ein sogenanntes Hybridregime.

## Verfassung
Nach der Unabhängigkeitserklärung von 1776 wurden 1777 die Konföderationsartikel als Vorläufer der heute geltenden amerikanischen Verfassung angenommen. Die Artikel spiegelten den starken Selbstbehauptungswillen der dreizehn Gründungsstaaten wider, die sich in ihr nur zu einem losen Staatenbund zusammenschlossen. Zwar gab es einen gemeinsamen Kongress, der das Recht hatte, über Krieg und Frieden zu entscheiden, Steuern und Gesetze wurden aber in jedem Staat einzeln erhoben und durch ein kompliziertes Umlageverfahren teilweise mit der Zentralregierung geteilt. Diese Praxis bereitete umfassende wirtschaftliche Probleme, die durch den Krieg mit Großbritannien noch verstärkt wurden. Insofern entschlossen sich die Gründerväter zu einer Verfassungsrevision. Die amerikanische Bundesverfassung wurde in ihrer endgültigen Fassung 1787 in Philadelphia angenommen.
Die Verfassung besteht aus sieben ursprünglichen Artikeln und 27 Zusatzartikeln. Diese für eine Verfassung geringe Länge geht auf das Fallrecht und auf germanische sowie englische common law-Rechtstraditionen zurück.
Der endgültige Verfassungstext stellt eine Kompromisslösung zwischen der Demokratisch-Republikanischen Partei, Befürwortern einer dezentralen Staatsgliederung auf der einen und Vertretern einer starken Zentralregierung auf der anderen Seite, den Federalists, dar. Während die einen sich nicht von einer übermächtigen Zentralgewalt bestimmen lassen wollten, sahen die anderen ihr Heil in einem zupackenden, zentralisierten Gemeinwesen. Um eine Einigung möglich zu machen, akzeptierten die Anti-Föderalisten eine zweite staatliche Ebene, die Bundesstaaten, wohingegen die Föderalisten die Zentralgewalt anerkannten. Zudem konnten sich die Gegner des Föderalismus mit ihrer Forderung nach einem umfassenden Grundrechtskatalog durchsetzen, der Vorbild für viele andere Verfassungen weltweit wurde. Diese als „Bill of Rights“ bekannte Sammlung garantierter Rechte besteht aus den ersten zehn Zusatzartikeln der Verfassung.

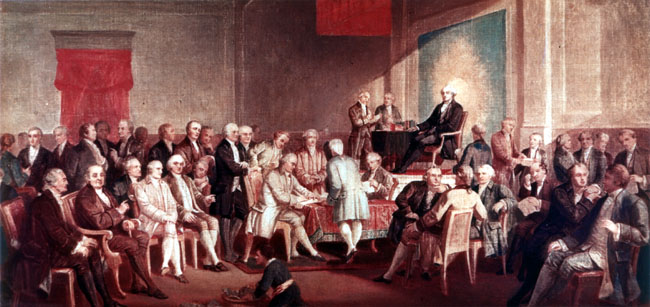
Einbringen der zehn Verfassungszusätze (Bill of Rights)

Die Verfassung der Vereinigten Staaten sieht für den Bund als Regierungsform eine Präsidialrepublik vor, in der der Präsident sowohl die Staats- als auch die Regierungsführung in sich vereint. Der Präsident wird indirekt von den wahlberechtigten Bürgern der USA auf vier Jahre gewählt.
Das gesetzgebende Organ wird Kongress genannt, der aus zwei Kammern besteht, dem Repräsentantenhaus und dem Senat. Das Repräsentantenhaus wird alle zwei Jahre gewählt. Die Anzahl der Abgeordneten pro Bundesstaat wird im Repräsentantenhaus proportional zur Größe seiner Bevölkerung festgelegt und in der Volkszählung alle zehn Jahre neu bestimmt. Im Senat wird alle zwei Jahre jeweils ein Drittel der Mitglieder neu gewählt. Jeder Bundesstaat hat von seiner Größe unabhängig Anspruch auf zwei Senatoren. Die Verfassung versucht zwischen den Staatsorganen ein System der gegenseitigen Kontrolle zu etablieren (Checks and Balances). Über die Einhaltung der Verfassung wacht der Oberste Gerichtshof (engl. Supreme Court).
Die Abneigung gegen eine unverhältnismäßige Stärkung der Bundesregierung prägt auch die Verfassungswirklichkeit bis heute, was in spezifisch amerikanischen Prinzipien zur Organisation der Machtverteilung zu erkennen ist. Die starke Exekutive, deren zentraler Akteur der Präsident ist, wird durch ein System wechselseitiger Machtbe- und -verschränkung abgegrenzt. Die Befugnisse des Präsidenten reichen daher weiter als bei den meisten Regierungschefs parlamentarisch verfasster Länder; im Gegenzug ist der Präsident der USA mangels Auflösungskompetenz zur Zusammenarbeit mit dem Kongress gezwungen.
Im politischen Diskurs der USA ist der Ausdruck central government („Zentralregierung“) gebräuchlich, der eine abwertende Konnotation bezüglich zentralstaatlich geregelter Angelegenheiten enthält und eine Ignoranz der Bundesbehörden gegenüber lokalen Angelegenheiten impliziert. Allerdings ist der Begriff dem Sinn nach besser als „Staat“ zu übersetzen, da viele Amerikaner nicht nur die Maßnahmen der Exekutive, sondern auch Urteile des Obersten Gerichtshofs des Landes als Einmischung in die bundesstaatliche Rechtsprechung ansehen.

### Grundwerte
Die politische und rechtliche Kultur der Vereinigten Staaten ist von zentralen Grundüberzeugungen tief geprägt. Diese sind in einigen politiktheoretischen Dokumenten verbrieft, die mittlerweile den Rang staatlich konstituierender Dokumente genießen. Hierzu gehören vor allem die Verfassung, die Unabhängigkeitserklärung der Vereinigten Staaten und die Föderalistenartikel.
Die konstituierenden Ideale der USA gehen auf das Unabhängigkeitsbestreben der ursprünglich fast ausschließlich protestantischen Besiedlung sowie aufklärerisch gesinnter Adeliger, Bürger und der zuvor unbekannten Großgrundbesitzer (gentry) zurück. In England setzte diese Klasse Schritt für Schritt die Parlamentarisierung der Monarchie durch.

#### Glaubensfreiheit und Laizismus
Die weitreichende Gewissens- und Meinungsfreiheit geht auf die Umstände der weißen Besiedlung Nordamerikas zurück. Die Bewegung der Pilgerväter, die diese anführten, entsprang dem von brutalen religiösen Auseinandersetzungen geprägten England des späten 16. Jahrhunderts. Im Jahre 1620 besiegelten Puritaner, die den Atlantik auf dem nachträglich zu Berühmtheit gelangten Segelschiff Mayflower überquerten, den Mayflower-Vertrag, in dem sich die zukünftigen Siedler nach gängiger Lesart zum Aufbau eines freien und gerechten Gemeinwesens verpflichteten. Obwohl die weißen Kolonien in Nordamerika über Jahrhunderte stark protestantisch dominiert waren, lehnten die Kolonisten aufgrund ihres Dissens mit der katholischen und der zeitweisen Unterdrückung durch den katholischen und staatlich-anglikanischen Klerus die Bildung einer Staatskirche ab. Aus diesem Grund sind die Vereinigten Staaten bis heute strikt laizistisch verfasst. Daher erinnern nationale und einzelstaatliche Feiertage an Ereignisse in der Geschichte der Vereinigten Staaten und dienen meistens der Schaffung verlängerter Wochenenden. Christliche Feiertage werden allein für ihre tatsächliche Dauer berücksichtigt und dienen nicht der Einrichtung allgemeiner Ruhephasen wie in Europa. Spezifisch katholische Feiertage werden von der Politik nicht berücksichtigt.
Trotz der Religionsfreiheit und der eigentlichen Trennung von Staat und Kirche ist die Politik von christlichen Werten beeinflusst. So enden die Reden des Präsidenten gewöhnlich mit den Worten „God bless the United States“ („Gott segne die Vereinigten Staaten“). Das Motto der Union ist seit 1956 In God We Trust, zuvor war es de facto E pluribus unum. Es erscheint im Staatsemblem sowie auf Münzen und Geldscheinen.
In den verschiedenen Bundesstaaten, die wie in Deutschland die Bildungshoheit besitzen, gibt es auch unterschiedlichen Einfluss christlich geprägter Überzeugungen im Schulsystem. Andererseits setzte die Rechtsprechung jahrzehntelang eine strenge Trennung von Staat und Religion durch. Das Schulgebet ist eine politische Dauerkontroverse in der politischen Kultur der USA.

#### Meinungsfreiheit
Zur Idee des Liberalismus gehört in den Vereinigten Staaten auch die Überzeugung, dass man niemandem verbieten sollte, seine Meinung zu sagen. Diese Auffassung ist im ersten Zusatzartikel der Verfassung festgeschrieben und ist von den Gerichten stets anerkannt worden.
Vor allem in den letzten Jahren wurde die Meinungsfreiheit zum Teil beschnitten. Seit dem Digital Millennium Copyright Act steht die Veröffentlichung von Methoden zur Umgehung eines Copyrights unter Strafe. Kritiker sprechen deshalb auch von Zensur. Die Benutzung vulgärer Schimpfwörter sowie die Darstellung von Nacktheit oder anderer als jugendgefährdend eingestufter Darbietungen im terrestrischen Rundfunk und Fernsehen sind gesetzlich eng geregelt. Um Verfolgungen durch die FCC zu verhindern, setzen deshalb zahlreiche Sender auf „Zensurmaschinen“, die ein zeitverzögertes Senden von Live-Sendungen ermöglichen. Darüber hinaus empfinden konservative und klassisch liberale Kreise in den Vereinigten Staaten die seit den 1980er Jahren verbreitete Politische Korrektheit als vermeintliche Bedrohung für die Meinungsfreiheit. Neben „PC“ wurden von diesen Kreisen auch die ursprünglich liberal gedachten politischen Schlagwörter „BLM“, „CRT“ und „DEI“ vereinnahmt und als gefährlich deklariert.
Dagegen wird politischem Extremismus eine recht weite Meinungsfreiheit eingeräumt. So sind beispielsweise die Mitgliedschaft in offen nationalsozialistischen Vereinigungen, das Verwenden nationalsozialistischer Symbole oder die Leugnung des Holocaust anders als in vielen EU-Staaten nicht verboten.

#### „Recht auf Glück“
Bei Niederlegung der Unabhängigkeitserklärung zitierte ihr Verfasser Thomas Jefferson aus John Lockes „Zwei Abhandlungen über die Regierung“ und übernahm dessen Postulat, dass es über die Vernunft einsichtig sei, dass jeder Mensch das Recht auf Leben, Freiheit und darauf, sein Glück zu erreichen, genieße. Letzteres führte angesichts einer fehlenden gesellschaftlichen Konsolidierung und im Zusammenhang mit einer säkularisierten Abwandlung der calvinistischen Prädestinationslehre zur Idee des American Dream. Mit der unausgeglichenen Wirtschaftsordnung und der realen Abhängigkeit der Kolonien der Vereinigten Staaten vom Handel mit den Ureinwohnern des Kontinents und dem englischen Mutterland führte all dies wiederum zu einer Ausbreitung von Tugenden wie Eigenverantwortung. Bestimmend waren auch ideologische Präferenzen wie der Glauben an die Marktwirtschaft und den Freihandel. Diese Überzeugung weichte erst mit der Weltwirtschaftskrise und dem scheinbaren Erfolg des New Deal des Präsidenten Franklin D. Roosevelt in den frühen 1930er Jahren geringfügig auf.

#### Souveränitätsdenken in der Innen- und Außenpolitik
In den Wertvorstellungen der Gesellschaft der Vereinigten Staaten spielt der Souveränitätsgedanke eine entscheidende Rolle, sowohl nach innen als auch nach außen. In der Innenpolitik wird ein starkes Subsidiaritätsgefühl gelebt, während die Vereinigten Staaten nach außen hin seit jeher einer allzu starken Unterwerfung unter völkerrechtliche Vereinbarung und dem damit befürchteten Souveränitätsverlust misstrauen.
Speziell nach den Terroranschlägen vom 11. September 2001 wurde diese Theorie vorübergehend zurückgestellt, um sich den Gegebenheiten anzupassen. Dazu erhielten die Bundesbehörden FBI und CIA sowie das Ministerium für Innere Sicherheit zahlreiche Sonderrechte, um gegen mutmaßliche Terroristen, auch unter teilweiser Umgehung bestimmter Grundrechte, vorzugehen.

### Politische Kultur
Das Parteiensystem der Vereinigten Staaten wird von der Republikanischen Partei mit konservativer Ausrichtung und der Demokratischen Partei mit linksliberaler Ausrichtung dominiert. Beide Parteien sind im Vergleich zu vielen anderen demokratischen Staaten schwach strukturiert und organisiert. Manche Politikwissenschaftler sprechen deshalb von Wahlvereinen. Lokale politische Themen dominieren die Programme der jeweiligen Wahlkreiskandidaten. Durch das umfassende System von Vorwahlen besitzen sie auch kein Monopol bei der Kandidatenauswahl. Bei den Wahlkämpfen in den Vereinigten Staaten fallen häufig sehr hohe Kosten an, Wahlkampfspenden und ihre Herkunft sind ein wichtiges Thema, wenn die Unabhängigkeit der Kandidaten und Amtsträger in Frage gestellt werden.
Für ein präsidiales Regierungssystem gelten die Vereinigten Staaten als ungewöhnlich stabil. Mit seinen über 200 Jahren demokratischer Tradition ist es eine der ältesten ununterbrochen bestehenden Demokratien der Welt.

#### Machtstrukturen und Machtverteilung im amerikanischen System
Die Verteilung von Macht und Einfluss im politischen System der USA ist in den Politik- und Sozialwissenschaften unterschiedlich eingeschätzt worden, wobei sich zwei unterschiedliche Sichtweisen gegenüberstehen. Auf der einen Seite charakterisieren Vertreter der sogenannten Pluralismustheorien wie Robert A. Dahl das amerikanische System als eine Polyarchie, in der die politische Macht innerhalb der Gesellschaft breit gestreut und Gegenstand eines offenen Wettbewerbs sei. Andere Wissenschaftler konstatieren die politische Dominanz einer kleinen Machtelite. Der Soziologe C. Wright Mills glaubte, dass in den USA verflochtene elitäre Zirkel aus Politik, Militär und Wirtschaft den Ton angeben. Dem Soziologen G. William Domhoff zufolge ist es eine kleine und finanzstarke ökonomische Elite, die durch ein komplexes Netzwerk aus politischen Stiftungen, Think Tanks und Politikberatungsagenturen die grundlegenden Richtlinien der Politik bestimmt.
Ein 2004 veröffentlichter Bericht einer Arbeitsgruppe der American Political Science Association, des größten Verbands von US-Politikwissenschaftlern, warnte, dass grundlegende Ideale der US-Demokratie aktuell in erheblicher Gefahr seien. Während die soziale Ungleichheit in den USA deutlich zunehme, würden die Privilegierten und Wohlhabenden mehr und viel effektiver an der Politik teilnehmen als die unteren Einkommensschichten. Dies wiederum beeinflusse das Handeln der Regierung, die entsprechend mehr Rücksicht auf die Anliegen der wohlhabenden Schichten nehme als auf die der unteren.

Eine 2014 veröffentlichte Studie der Politikwissenschaftler Martin Gilens (Princeton University) und Benjamin Page (Northwestern University) konnte zeigen, dass sich die Eliten durchsetzen, wenn die Präferenzen einer Mehrheit der Bürger im Konflikt stehen mit den Eliten. Gilens und Page charakterisieren die Vereinigten Staaten zwar nicht direkt als „Oligarchie“ oder „Plutokratie“, knüpfen aber an die Idee einer „zivilen Oligarchie“ an wie sie von Jeffrey A. Winters verwendet wird: „Winters hat eine vergleichende Theorie der 'Oligarchie' aufgestellt, in der die reichsten Bürger – selbst in einer 'zivilen Oligarchie' wie den Vereinigten Staaten – die Politik in Bezug auf entscheidende Fragen des Vermögens- und Einkommensschutzes dominieren.“ In ihrer Studie gelangten Gilens und Page zu folgenden Schlussfolgerungen:
Wenn die Mehrheit der Bürger mit wirtschaftlichen Eliten und/oder mit organisierten Interessen nicht einverstanden ist, verlieren sie im Allgemeinen. Aufgrund der starken Status-quo-Neigung, die in das politische System der USA eingebaut ist, bekommt eine größere Mehrheit der Amerikaner im Allgemeinen nicht eine Änderung der Politik, selbst wenn diese eine Änderung befürwortet. … Die Präferenzen des Durchschnittsamerikaners scheinen nur einen winzigen, statistisch nicht bedeutenden Einfluss auf politische Maßnahmen zu haben.  – Martin Gilens und Benjamin I. Page, 2014

#### Parteien und Verbände im amerikanischen System
Das US-Parteiensystem unterscheidet sich stark von vielen europäischen Parteiensystemen, einschließlich des deutschen. Die beiden großen Parteien der USA, die Republikaner und die Demokraten, haben kaum kontinuierliche Parteistrukturen, keinen Auftrag zur Willensbildung und treten auf Bundesebene hauptsächlich zu Präsidentschaftswahlen in Erscheinung. Auch der Verfassungskonvent von 1787 hatte keine Parteien vorgesehen. In der zweiten Hälfte des 19. Jahrhunderts und zu Beginn des 20. war in den Großstädten eine „Herrschaft der Bosse“ (am.: boss rule) das dominante Muster, wobei eine Clique von Lokalpolitikern sich der Stimmen der eingewanderten Wähler zu bedienen suchte.
Während deutschen Parteien viele Aufgaben zukommen, liegt die Hauptaufgabe des amerikanischen Zweiparteiensystems in ihrer Rekrutierungsfunktion. Anders als in parlamentarischen Systemen existiert dabei keine klassische Parteimitgliedschaft mit Beitragszahlung und hierarchischem Durcharbeiten von der Ortsebene nach oben. Vielmehr betrachten sich viele Wähler als Gesinnungsdemokrat oder Gesinnungsrepublikaner, indem man sich zu den eher progressiven Zielen der Demokraten oder eher zu den wirtschaftsliberalen und konservativen Zielen der Republikaner bekennt, indem man für oder gegen Abtreibung oder Beschränkungen bei Waffenkäufen ist.
Organisierte Interessengruppen in den USA gliedern sich auf in Unternehmens-, Arbeitnehmer-, Berufs- und Agrarverbände und Bürgerinitiativen, die breite Interessen (zum Beispiel Umweltschutz) oder single issues (zum Beispiel die Waffenbesitzerlobby der National Rifle Association (NRA)) vertreten können. Darüber hinaus wirken Think Tanks und Stiftungen auf den politischen Meinungsbildungsprozess ein und spielen dabei eine deutlich größere Rolle als etwa in Deutschland.

#### Volksentscheide in den USA
In den Vereinigten Staaten spielen Volksentscheide in den Rechtsordnungen einzelner Bundesstaaten, z. B. Kalifornien, eine große Rolle, leiden jedoch oft unter geringer Wahlbeteiligung an den Abstimmungen. Deswegen und aus Sparsamkeitsgründen werden sie nach Möglichkeit auf den Tag einer Wahl von allgemeinerem Interesse gelegt. So fanden im Zusammenhang mit der Präsidentschaftswahl 2004 163 Volksabstimmungen zu den verschiedensten Themen in 34 Staaten statt. Volksentscheide sind in den Bundesstaaten jeweils verschieden und es gibt allein in den USA bis zu 56 verschiedene Arten Volksentscheide durchzuführen.
Bestimmte Gesetze – wie etwa Steuersenkungen oder die Abschaffung von Rassenquoten in öffentlichen Institutionen – sind aus politischen Gründen nur auf dem Wege des Volksentscheides durchzusetzen. Volksentscheide sind auf Lokalebene (in Countys, Städten, Schulbezirken etc.) politisch wichtig, da gewählte Vertreter immer auf die Möglichkeit eingestellt sein müssen, dass Gesetzgebung durch ein Volksveto annulliert wird.
Eine weitere Variante des Volksentscheides ist die Abwahl (Recall), der gewählte Vertreter während der Wahlperiode unterliegen. So führte z. B. das Abwählen des kalifornischen Gouverneurs Gray Davis zu einer Neuwahl, in der Arnold Schwarzenegger als neuer Gouverneur gewählt wurde.

## Gewalten auf Bundesebene

### Exekutive

#### Präsident
Der Präsident gilt als das Machtzentrum im politischen System. Seine Position ist einflussreicher als die eines Premierministers oder Kanzlers in parlamentarischen Demokratien, da sie die Funktionen des Staatsoberhaupts und des Regierungschefs miteinander vereint. Der Präsident darf allerdings keinesfalls Mitglied der Legislative sein. In parlamentarischen Demokratien dagegen ist die Exekutive meist geteilt – in Deutschland z. B. mit dem Bundespräsidenten als Staatsoberhaupt und dem Bundeskanzler als Regierungschef – und in das Parlament eingebettet.
Die starken Vollmachten des US-Präsidenten werden durch ein umfassendes System an Machtkontroll- und Machtverschränkungsmechanismen, die sogenannten Checks and Balances, ausgeglichen. Dabei kommt dem Verhältnis zwischen Präsident und Kongress zentrale Bedeutung zu. Anders als in parlamentarischen Demokratien geht die Exekutive nicht aus dem Parlament hervor, sondern ist weitgehend von ihr getrennt. So hat der Präsident keine formalen Initiativrechte im Gesetzgebungsprozess. Stattdessen manifestiert sich der innenpolitische „Erfolg“ eines Präsidenten durch seine Fähigkeit, den Kongress in Gesetzesfragen informell auf seine Linie zu bringen, zum Beispiel durch die „State of the Union Address“. Allerdings hat der Präsident ein suspensives Vetorecht (aufschiebendes Vetorecht), er kann also Gesetze zwar nicht verhindern, sondern die Verabschiedung zeitlich verzögern. Dies bedeutet, dass über den Gesetzesentwurf neu abgestimmt werden kann.
Neben diesen Erscheinungsformen des Präsidenten als Staatsorgan ist er der Chef der amerikanischen Exekutive und bestimmt mit Zustimmung des Senats die Minister (engl. secretaries). Er ist zudem Oberbefehlshaber der Streitkräfte; die Befugnis, Kriege zu erklären oder zu beenden, liegt jedoch beim Kongress. Der Präsident kann unter bestimmten Voraussetzungen und unter parlamentarischer Kontrolle Einsätze des Militärs anordnen und hat Zugriff auf die Atomstreitmacht. Darüber hinaus ist der Präsident der oberste Diplomat seines Landes. Botschafter und internationale Verträge müssen allerdings vom Senat bestätigt werden.
Die Wahl zum Präsidenten weist ebenfalls deutliche Unterschiede zur in parlamentarischen Systemen üblichen Praxis auf. Formale Voraussetzung für das höchste Amt im Staat hat jeder gebürtige Amerikaner, der mindestens 35 Jahre alt ist und seinen ständigen Wohnsitz seit 14 Jahren in den Vereinigten Staaten hat. Da es hier keine stehenden Parteistrukturen wie zum Beispiel in Österreich gibt, erfolgt die Nominierung geeigneter Kandidaten über Vorwahlen (Primaries). In diesen offenen oder geschlossenen Vorwahlen wählen die Bürger der einzelnen Bundesstaaten ihren Favoriten unter mehreren Alternativen. Der Gewinner der Vorwahlen wird dann durch die Delegierten der „National Conventions“, einer Art Parteitag, zum Präsidentschaftskandidat einer betreffenden Partei gekürt. Der eigentliche Wahlkampf fordert von den Kandidaten immer noch einen umfassenden Einsatz von eigenen Mitteln, die aber neben Spenden, durch ein seit den 1970er Jahren existentes Prinzip staatlicher Wahlkampfhilfen erweitert wurden.
Wegen dieser starken Stellung des Präsidenten und da eine einfache Nachwahl durch das Parlament nicht möglich ist, ist eine detaillierte Regelung über seine Nachfolge nötig. Die Nachfolge des Präsidenten regelt die Verfassung sowie der Presidential Succession Act von 1947.

#### Vizepräsident
Der Vizepräsident der Vereinigten Staaten hat zwei Funktionen: er ist Stellvertreter des Präsidenten, falls dieser dauerhaft amtsunfähig wird oder stirbt. In diesem Fall wird der Vizepräsident sofort neuer Präsident und übernimmt dieses Amt bis zum regulären Ende der Amtsperiode seines Vorgängers. Ist der Präsident nur zeitweise amtsunfähig, zum Beispiel durch eine Operation, kann der Vizepräsident auf Grundlage des 25. Verfassungszusatzes die Aufgaben des Präsidenten geschäftsführend wahrnehmen. Darüber hinaus ist er der Präsident des Senats, wo er zwar kein Stimmrecht hat, aber bei Stimmengleichheit sein Votum entscheidet. Zudem ist der Vizepräsident faktisches Mitglied der Exekutive und übernimmt zeremonielle Aufgaben.

### Executive Office of the President

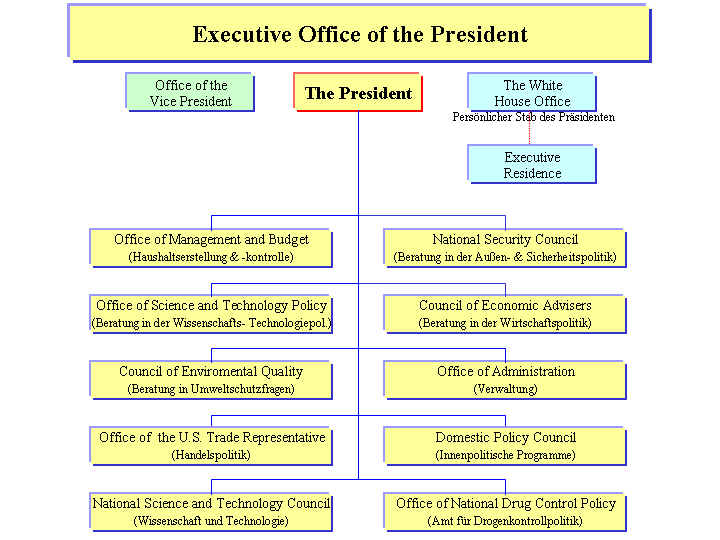
Executive Office of the President – Übersicht

Das Executive Office ist dem Präsidenten unmittelbar unterstellt und besteht aus verschiedenen selbstständigen Einheiten:
- White House Office: umfasst unter anderem die persönlichen Assistenten und Berater des Präsidenten und den Stabschef (engl. Chief of Staff).
- Office of Management and Budget: verantwortlich vor allem für den Bundeshaushalt
- Nationaler Sicherheitsrat (National Security Council) und Nationaler Sicherheitsberater: fungiert als zentrale Instanz außenpolitischer Entscheidungsprozesse. Dem Rat gehören neben dem Präsidenten und Vizepräsidenten auch der Außen- und der Verteidigungsminister sowie der Vorsitzende des Joint Chiefs of Staff, der Direktor des Office for Emergency Planning und der Direktor der CIA an.

### Präsidentschaftswahlen
Einer der wenigen Akte, durch die man sich zu einer Partei bekennt, ist die Registrierung zu den Vorwahlen und das Spenden an eine Partei oder einen Kandidaten. Das amerikanische System kennt keine Landeslisten bei den Präsidentschaftswahlen. Will ein Amerikaner als Präsidentschaftskandidat antreten, kann er sich entweder als unabhängige Einzelperson oder als Vertreter einer Partei registrieren lassen. Letzteres hat den Vorteil, dass er mehr Unterstützung und mehr Gelder erhält.
Stehen mehrere Kandidaten fest, beginnen die Vorwahlen. Hierbei wählen die einzelnen Bundesstaaten ihre Favoriten unter den Kandidaten der Parteien. Man unterscheidet dabei zwischen „offenen“ und „geschlossenen“ Vorwahlen. Während man sich in geschlossenen Vorwahlen als Wähler einer Partei registrieren lassen muss, können in einigen Bundesstaaten theoretisch alle Wähler über den Präsidentschaftskandidaten zum Beispiel der Demokraten abstimmen. Jeder Bundesstaat schickt dann im Sommer eines Wahljahres eine Delegation zu den so genannten „National Conventions“ – einer Art Parteitag – auf dem die Kandidaten gekürt werden. Formell müssen die Wahlmänner nicht den Kandidaten wählen, den die Mehrheit der Wähler ihres Staates gewählt haben. Allerdings haben die erst Mitte des 20. Jahrhunderts eingeführten Vorwahlen erheblich zur Entmachtung der Parteien beigetragen, weil auch bisher unbekannte, aber charismatische Kandidaten durch Erfolgsstorys in den Vorwahlen landesweit hohe Zustimmungswerte erhielten.
Die heiße Phase des Präsidentschaftswahlkampfs beginnt im August und endet im November. Die landesweiten Wahlen finden immer in einem durch vier ohne Rest teilbaren Jahr, am Dienstag, der auf den ersten Montag im November folgt, statt. Parteien sind (anders als in Deutschland) im Wahlkampf nicht die wichtigsten Akteure. Vielmehr konzentrieren Hauptwahlkämpfe gesellschaftliche Kräfte – vor allem die so genannten PACs (Political Action Committees), die das Wahlkampfmanagement, die Spendenverteilung und die Unterstützung von Kandidaten und Parteien übernehmen. PACs sind Gruppen aus dem gesellschaftlichen Umfeld, die von einem Individuum, von Unternehmen, Parteien, Lobbygruppen oder ähnlichen Strukturen ins Leben gerufen wurden. Da jeder für jeden Kandidaten werben darf, erfolgt auf diesem Wege der Großteil der Wahlkampfunterstützung. Da seit der Einführung öffentlicher Wahlkampfunterstützung große Spenden an Kandidaten streng genommen untersagt sind, kommt den PACs noch eine weitere zentrale Aufgabe zu: das Spendensammeln. Nur über einen PAC können Spenden ohne Größenbegrenzungen an eine Partei und an einen Kandidaten weitergeleitet werden. Da auch Unternehmen und Gewerkschaften entsprechende Gruppierungen aufbauen können, wird so Wahlkampfhilfe meist an mehrere Kandidaten gleichzeitig geleistet.
Die Verfassung sieht keine direkte Wahl des Präsidenten durch das Volk vor. Stattdessen wählen die Bürger der Vereinigten Staaten Wahlmänner (Electors), die wiederum ihrerseits den Präsidenten und den Vizepräsidenten wählen. Die Anzahl der Wahlmänner pro Bundesstaat entspricht dabei der Anzahl der Kongressabgeordneten des Staates. Jeder Staat darf demnach mindestens drei Wahlmänner entsenden, da jeder Staat zwei Senatoren und mindestens einen Abgeordneten zum Repräsentantenhaus entsendet. Ursprünglicher Grund für die indirekte Wahl des Präsidenten durch Wahlmänner waren nicht nur die Entfernungen zwischen den ursprünglich dreizehn Bundesstaaten, sondern auch die Befürchtung der Gründerväter, dass die Bevölkerung eines Bundesstaates einen Kandidaten aus ihrem Staat bevorzugen würde. Somit hätten bevölkerungsreiche Bundesstaaten einen großen Vorteil bei der Wahl des Präsidenten. Seit dem 23. Zusatzartikel zur Verfassung, der 1961 in Kraft trat, können auch Einwohner des Regierungsbezirks (District of Columbia) bei den Präsidentschaftswahlen teilnehmen. Zuvor war ihnen dies verwehrt, da dieses Gebiet vom Kongress selbst verwaltet wird und nicht als Bundesstaat gilt. Bei den Präsidentschaftswahlen entsendet dieser Bezirk drei Wahlmänner.
Die Verfassung überlässt es den einzelnen Bundesstaaten, auf welche Weise die Wahlmänner bestellt werden. Ursprünglich wurden die Wahlmänner zum Teil durch direkte Volkswahl gewählt, zum Teil von der Legislative eines Bundesstaates bestimmt. Bis Mitte des 19. Jahrhunderts hatte sich jedoch in allen Bundesstaaten die Volkswahl der Wahlmänner durchgesetzt, als letzter Staat führte South Carolina diese 1860 ein. Gemeinsam mit dieser Tendenz entwickelte sich das Prinzip the Winner takes it all, also ein Mehrheitswahlrecht auf bundesstaatlicher Ebene. Dabei entsendet die Partei, die in einem Staat die relative Mehrheit der Stimmen erreicht, alle Wahlmänner des Staates. Da die Staaten die Wahlordnung bestimmten, gibt es allerdings auch Ausnahmen von dieser Regel: Maine und Nebraska wählen ihre Wahlmänner jeweils pro Repräsentantenhaus-Wahlkreis sowie zwei weitere Wahlmänner (entsprechend den beiden Senatoren jedes Bundesstaates) landesweit. Sowohl in jedem Wahlkreis als auch landesweit entscheidet die einfache Mehrheit. Dadurch ist es auch möglich, dass Wahlmänner aus verschiedenen Parteien gewählt werden, dies ist jedoch sehr selten, da diese beiden Staaten eher klein und politisch vergleichsweise homogen sind. Anlässlich der Präsidentschaftswahl 2004 gab es in Colorado eine Volksabstimmung, mit dem Ziel, die Wahlmänner des Staates nach Verhältniswahlrecht zu wählen (also wieder nach einem anderen System als in Maine und Nebraska); die Abstimmung scheiterte jedoch.
Die Präsidentschaftswahlkämpfe in den USA konzentrieren sich auf die so genannten „Swing States“, also solche Bundesstaaten, in denen der Wahlausgang als offen eingeschätzt wird. Da in den Nicht-Swing-States, also solchen, in denen klar ist, welche Partei gewinnen wird, die andere Partei ohnehin keinen einzigen Wahlmann bekommen wird, verzichtet diese meistens auf nennenswerten Einsatz in diesem Bundesstaat und setzt stattdessen auf die Swing States.
Laut Verfassung treten die Wahlmänner am zweiten Mittwoch im Dezember zusammen und wählen den Präsidenten und den Vizepräsidenten. Die Wahlen finden dabei für jeden Bundesstaat getrennt statt, die Gründerväter wollten damit Korruption und Händel verhindern. Die Elektoren geben je eine Stimme für einen Präsidenten und eine für einen Vizepräsidenten ab. Entweder Präsident oder Vizepräsident müssen dabei aus einem anderen Staat stammen als die Wahlmänner. Sieger der Wahl ist jeweils der Kandidat, der die absolute Mehrheit der Wahlmännerstimmen auf sich vereint.
Die Wahlmänner sind formell nicht an das Votum des Wählers gebunden. Sogenannte unfaithful Electors (treulose Wahlmänner) treten tatsächlich manchmal auf, allerdings meist in Fällen, in denen ein eindeutiges Votum bereits deutlich absehbar ist. 1836 konnte allerdings Richard Mentor Johnson, der Vizepräsidentschaftskandidat von Martin Van Buren, nicht die erforderliche absolute Mehrheit an Wahlmännern für sich verbuchen. Gemäß Verfassung ging die Entscheidung daraufhin an den Senat, der dann trotzdem Johnson wählte.
Die Wahl des Vizepräsidenten wurde mit dem 12. Verfassungszusatz geändert. Zuvor gaben die Wahlmänner zwei Stimmen für einen Präsidentschaftskandidaten ab, wobei dieser Kandidat nicht aus dem Heimatstaat des Wahlmanns stammen durfte. Dadurch sollte das Ungleichgewicht der bevölkerungsreichen Bundesstaaten gedämpft werden. Der Kandidat mit den meisten Stimmen wurde daraufhin Präsident, derjenige mit den zweitmeisten Stimmen Vizepräsident. Dieses System wurde ursprünglich für ein politisches System ohne Parteien entworfen. Als sich jedoch Parteien herausbildeten, führte dies dazu, dass Präsident und Vizepräsident aus verschiedenen Parteien stammten und gegeneinander arbeiteten. Nachdem bei den Wahlen 1800 ein Patt zwischen den beiden erstplatzierten Kandidaten Thomas Jefferson und Aaron Burr entstanden war, wählte das Repräsentantenhaus erst nach 36 Wahlgängen Jefferson zum Präsidenten. Der 12. Zusatzartikel wurde gerade geschaffen, um derartige Vorgänge künftig zu verhindern.
Die indirekte Wahl des Präsidenten über Wahlmänner ist umstritten. Wesentliche Kritikpunkte sind vor allem die Verteilung der Wahlmännerstimmen, die nicht genau der Bevölkerungsverteilung entspricht. Da ein Staat immer zwei Stimmen mehr als die Anzahl der Abgeordneten zum Repräsentantenhaus hat, führt dies zu einer Übergewichtung bevölkerungsarmer Staaten. Zur Wahl 1988 hatten etwa die sieben bevölkerungsärmsten Bundesstaaten (Alaska, Delaware, District of Columbia, North Dakota, South Dakota, Vermont und Wyoming) mit insgesamt 3.119.000 Wahlberechtigten 21 Wahlmännerstimmen, genauso viel wie Florida mit 9.614.000 Wahlberechtigten. Dadurch und durch das Prinzip des Mehrheitswahlrechts ist es möglich, dass ein Kandidat zum Präsidenten gewählt wird, der nicht die Mehrheit der abgegebenen Stimmen erhalten hat. Tatsächlich trat ein solcher Fall bereits 1824 (John Quincy Adams), 2000 (George W. Bush) und 2016 (Donald Trump) ein. Der Fall, dass ein Kandidat gewählt wurde, der lediglich die relative Mehrheit der abgegebenen Stimmen erhielt, trat ebenfalls schon 15 Mal ein, im 20. Jahrhundert unter anderem bei John F. Kennedy 1960, Richard Nixon 1968 und Bill Clinton 1992 und 1996.
Von den Befürwortern wird dagegen ins Feld geführt, dass das Wahlsystem ursprünglich nicht dazu gedacht war, allein die Mehrheit in der Bevölkerung zu repräsentieren. Stattdessen sei das indirekte Wahlsystem ein Kompromiss, durch den gewährleistet werde, dass nur Kandidaten gewählt werden, die sich sowohl auf eine ausreichende Unterstützung in der Bevölkerung als auch auf eine möglichst breite Grundlage in verschiedenen Staaten berufen können.

### Legislative
Siehe auch: Liste der Legislativen der Bundesstaaten der Vereinigten Staaten

#### Kongress
Der Kongress versteht sich nicht als Parlament im klassischen Sinne, sondern als oberste Gesetzgebungsinstanz. Als Kongress bezeichnet man dabei das amerikanische Zweikammersystem, das aus Senat und Repräsentantenhaus besteht. Beide Kammern gemeinsam tragen das Gesetzgebungsverfahren und verfügen über die äußerst umfassende Macht der Ausgabenbewilligung. Darüber hinaus muss der Kongress beim Abschluss von Verträgen mit ausländischen Mächten befragt werden; er hat die formelle Macht, Kriege zu erklären, Bundesbeamte, Richter, Kabinettsmitglieder und den Präsidenten wegen Vergehen zu belangen („Impeachment“), und er hat das Recht, Verhöre durchzuführen und entsprechende Unterlagen anzufordern. Damit stellen beide Häuser ein wirkungsvolles Gegengewicht zum Präsidenten dar, dessen Erfolg an der Fähigkeit gemessen wird, den Kongress auf „seine Linie“ zu bringen („Checks and Balances“). Fraktionsdisziplin nach deutschem Vorbild existiert in den Vereinigten Staaten nicht, da die Parteien nur eine geringe Rolle spielen. Senatoren und Abgeordnete verstanden sich lange weitgehend nicht als Parteivertreter und durchaus als Gegengewicht zum Präsidenten. Die Bereitschaft zum überparteilichen Konsens hat jedoch insbesondere seit den 2000er Jahren deutlich abgenommen, sodass eine extreme Polarisierung zwischen den beiden großen Lagern eingetreten ist, die die Arbeit im Kongress lähmt.
Der Kongress hat kein Selbstauflösungsrecht, er kann auch nicht vom Präsidenten aufgelöst werden oder diesem sein Misstrauen aussprechen. Zudem darf kein Mitglied der Legislative ein Amt in der Exekutive oder Judikative besetzen (Inkompatibilität).

##### Repräsentantenhaus
Das Repräsentantenhaus („The House“) ist die legislative Willensvertretung aller Amerikaner, die noch am ehesten dem deutschen Bundestag entspricht. Gewählt werden Vertreter aus allen Bundesstaaten, aus dem District of Columbia und aus exterritorialen Verwaltungseinheiten (ohne Stimmrecht im Plenum) entsprechend einem Proporzprinzip. Das heißt: Alle zwei Jahre (jedes gerade Jahr;  also häufiger als der deutsche Bundestag, der alle vier Jahre gewählt wird) wird neu ermittelt, wie viele Abgeordnete pro Bundesstaat ins Repräsentantenhaus einziehen. Dabei entsendet jeder Bundesstaat mindestens einen Abgeordneten (z. B. Alaska mit geringer Einwohnerzahl hat nur einen Abgeordneten, Kalifornien dagegen 53).  Die endgültige Zahl der Abgeordneten wird nach der Einwohnerzahl des Landes ermittelt. Derzeit sind es 435 House-Mitglieder. Abgeordnete müssen mindestens 25 Jahre alt sein, seit sieben Jahren die amerikanische Staatsbürgerschaft besitzen und ihren Wohnsitz in dem Staat haben, der sie bestellt hat. Gewählt wird nach dem Mehrheitswahlrecht, d. h., gewählt sind die Kandidaten, die in ihren Bezirken die relative Mehrheit der Stimmen erhalten haben. Die Stimmen für alle anderen Kandidaten sind bedeutungslos. Ein Mehrheitswahlsystem begünstigt entsprechend Duvergers Gesetz prinzipiell das Entstehen eines Zweiparteiensystems, das ist in den Vereinigten Staaten sehr deutlich sichtbar. Das sichert das System gegen – selbst kleinere – Veränderungen, so hat eine grüne Partei ebenso wenig eine Chance wie eine linkssozialistische Partei. In der Bewilligung von Gesetzen ist das Repräsentantenhaus mit dem Senat gleichberechtigt, außer bei Haushaltsvorlagen, in denen das Repräsentantenhaus Initiativrecht genießt. Dessen Geschäftsordnung legt fest, dass alle den Haushalt und die sozialen Sicherungssysteme betreffenden Gesetzesentwürfe das Committee on Ways and Means durchlaufen müssen.
Siehe auch: Kongresswahlbezirk

##### Senat
Der Senat bildet die legislative Vertretung der amerikanischen Einzelstaaten auf Bundesebene und ist damit die zweite Parlamentskammer. Anders als bei der Zusammensetzung des Repräsentantenhauses entsenden alle Bundesstaaten unabhängig von ihrer Einwohnerzahl jeweils zwei Senatoren. Während die Mitglieder des Repräsentantenhauses einzelne Bezirke („districts“) innerhalb ihres Bundesstaats repräsentieren, vertreten die zwei Senatoren ihren gesamten Bundesstaat. Die Senatoren werden auf sechs Jahre ebenfalls direkt vom Wahlvolk nach relativer Mehrheitswahl gewählt, wobei alle zwei Jahre (jedes gerade Jahr) ein Drittel der Senatoren zur (Wieder-)Wahl steht. Daher sind mindestens zwei Drittel der Senatoren Personen mit einiger Erfahrung in der Gesetzgebung auf nationaler Ebene. Auch müssen Senatoren älter sein (mindestens 30 Jahre) als Abgeordnete des Repräsentantenhauses.  Der Senat ist in Gesetzesfragen dem Repräsentantenhaus weitgehend gleichgestellt, allerdings muss er der Bestellung von Ministern, Bundesrichtern, Botschaftern und anderen hohen Staatsbeamten zustimmen, und er entscheidet nach einer Anklage des Repräsentantenhauses unter Vorsitz des obersten Bundesrichters über Impeachment-Fälle. Ein Unikum des politischen Systems bildet die Tatsache, dass der Vizepräsident ex officio Senatsvorsitzender ist. Zwar hat er nur bei Stimmengleichheit Stimmrecht, allerdings unterläuft diese Doppelfunktion theoretisch die strikt durchgehaltene Trennung aller Organe der Exekutive und der Legislative, jedoch wird durch dieses Prozedere eine eventuelle Pattsituation vermieden. Der Senat wählt gewöhnlich einen Präsidenten pro tempore, also einen „Präsidenten auf Zeit“, der in der täglichen Arbeit den Vorsitz führt.

### Judikative
Der Oberste Gerichtshof ist das höchste Bundes- und gleichzeitig Verfassungsgericht und das einzige Judikativorgan, das in der Verfassung erwähnt ist. Ihm stehen derzeit neun Richter vor, die auf Vorschlag des Präsidenten vom Senat bestätigt werden und dann, soweit sie nicht zurücktreten, auf Lebenszeit eingesetzt werden. Der Gerichtshof hat keinen formal geregelten Normenkontrollauftrag für die Verfassung, übt diesen aber infolge des Urteils in Marbury v. Madison aus. Dabei umfasst seine Tätigkeit – anders als zum Beispiel in Deutschland – nicht die abstrakte Normenkontrolle, sondern nur die Verfassungsmäßigkeit konkreter Fälle, die über dreizehn Berufungsgerichte an ihn verwiesen werden. Der Supreme Court ist in zentralen bundesstaatlichen Fragen die erste juristische Anlaufstelle, unter anderem bei rechtlichen Konflikten mit ausländischen Konsuln oder im Seerecht.

## Territoriale Gliederung
Die Vereinigten Staaten sind in 50 teilsouveräne Bundesstaaten aufgeteilt, die wiederum in Counties und Townships, Städte, Dörfer, andere Gemeindearten und weitere unabhängige oder untergeordnete Institutionen eingeteilt sind. Organisationsform des politischen Systems ist die des föderalen Bundesstaats. Es gibt somit mehrere Regierungsebenen: auf Bundes-, Staats- und untergeordneten Ebenen.